# Suhoj/HAL FGFA
Suhoj/HAL FGFA (Fifth Generation Fighter Aircraft - FGFA) je večnamenski lovec pete generacije, ki uporablja tehnologijo stealth - manjše radarske opaznosti. Temelji na lovcu Su-57 (T-50), uporabljali ga bosta Indija in Rusija, ki ga skupaj razvijata. Včasih se uporablja tudi oznaka (PMF - Perspective Multi-Role Fighter).
Novo letalo bo imelo izboljšave glede na T-50. FGFA bo radarsko slabo opazen, imel bo možnost superkrižarjenja (možnost nadvzočnega leta brez uporabe dodatnega zgorevanja, uporabljali bodo novo avioniko in nove senzorje.
Razviti so nameravali dva prototipa, enega ruskega in drugega indijskega, najverjetneje oba enoseda. Prvo letalo naj bi začeli testirati v Indiji leta 2014 z uporabo leta 2022.
Vojno letalstvo Rusije je nameravalo kupiti 300 letal, Vojno letalstvo Indije pa še 200. Okrog 600 letal naj bi izvozili drugim državam. Leta 2011 so viri poročali, da bo Indija prispevala 35 % stroškov.
Letalo bosta poganjala dva Saturn 117S motorja, ki sta nadgrajena verzija AL-31F z uporabo tehnologije od AL-41F. Poznejše različice Su-57 bosta uporabljala nove močnejše motorje.

## Tehnične specifikacije
Specifikacije so bazirane na Su-57, FGFA ni bil nikoli zgrajen
- Posadka: 1
- Dolžina: 19,8 m (65,9 ft)
- Razpon kril: 14 m (46,6 ft)
- Višina: 6,05 m (19,8 ft)
- Površina kril: 78,8 m2 (848,1 ft2)
- Prazna teža: 18 500 kg (40 785 lb)
- Naložena teža: 29 772 kg (65 636 lb)
- Uporaben tovor: 7 500 kg  (16 534 lb)
- Maks. vzletna teža: 37 000 kg (81 570 lb)
- Kapaciteta goriva: 10 300 kg (22 711 lb)

- Maks. hitrost: Mach 2+ (2 135 km/h, 1 327 mph)
- Potovalna hitrost: 1 300-1 800 km/h (808-1 118 mph)
- Dolet (prazen): 5 500 km (3 417 mi)
- Največja višina leta: 20 000 m (65 000 ft)
- Obremenitev kril: 330-470 kg/m2 (67-96 lb/ft2)
- G-obremenitev:: 9 g

- Top: 30 mm interni
- Nosilci za orožje: 6x v notranjosti, 6x pod krili

- Avionika:
- Š121  multifunctional integrated radio electronic system (MIRES)
- N036 Bjelka radar iz ruskega inštituta Tihomirov NIIP
- Glavni X-band N036-1-01 AESA radar z 1526 T/R moduli
- 2 Stranski X-band N036B-1-01 AESA radarja z 358 T/R vsak, za večjo stransko pokritost
- 2 L-band N036L-1-01 sistema na sprednjem delu kril, IFF identifikacija prijatelj-sovražnik
- L402 Himaraya ECM (elektronski protiukrepi) iz KNIRTI inštituta
- 101KS Atoll elektro-optični sistem
- 101KS-O: Laserski protiukrepi za infrardeće rakete
- 101KS-V: IRST za letalske tarče
- 101KS-U: Ultravijolični senzorji
- 101KS-N: Iskalec tarč